# Enyinnaya Godswill
Enyinnaya Kazie Godswill (Obio Ngwa, 12 aprile 1999) è un calciatore nigeriano, difensore dello Stellenbosch.

## Caratteristiche tecniche
È un terzino sinistro.

## Carriera

### Club
Dopo aver collezionato più di 100 presenze in Professional Football League con il Rivers Utd, nel 2024 si unisce allo Stellenbosch.

### Nazionale
Ha ricevuto la sua prima convocazione in vista delle Qualificazioni al campionato delle nazioni africane 2022 contro la squadra B del Ghana. È sceso in campo nella partita di ritorno, che si è giocata al Moshood Abiola National Stadium il 3 settembre 2022.
Nel giugno 2021 è stato convocato nella squadra nigeriana per un'amichevole con il Messico.

## Palmarès
- Professional Football League: 1

Rivers United: 2021-2022